# Jürgen O. Olbrich
Jürgen O. Olbrich (* 25. November 1955 in Bielefeld) ist ein deutscher bildender Künstler, Herausgeber und Kurator. Der Performancekünstler ist ein Vertreter der konkreten wie auch visuellen Poesie und ein Künstler der Copy- und Mail Art.

## Leben

### Ausbildung in London
Schon 1973 arbeitete der Medienkünstler an Copy-Art Serien und Copy-Art Büchern, die er ab 1975 um Copy-Art Performances und Editionen erweiterte. Olbrich beginnt 1973 seine künstlerische Arbeit mit dem Kopierer. Nicht nur das virtuose elektro-fotografische Original und die innovative technische Beherrschung dieses neuen druck-grafischen Mediums machen Olbrichs Copy-Art-Inkunabeln zu herausragenden künstlerischen Zeugnissen. Er bezieht das Kopiergerät auch in seine Performances mit ein. Nach einer Ausbildung zum Bühnenbildner 1974 bis 1975 in London ist Olbrich in Kassel ansässig. Er ist permanent weltweit auf Reisen.

### Mail Art – Copy Art – Happenings – Performances
Seit den 1970er Jahren ist Olbrich in der weltweiten Kommunikationsplattform des Mail Art-Netzwerks aktiv. Er wird dabei auch ein wichtiger Partner für oppositionelle Künstler in der ehemaligen DDR. Olbrichs Engagement in der Mail Art bedeutet eine Distanzierung vom etablierten Kunstbetrieb und der ökonomischen Verwertbarkeit von Kunst zugunsten basisdemokratisch orientierter Kunstformen im Sinne einer Kunst für Alle. Damit einher geht die kollektive Zusammenarbeit wie bei The Artist's Memory, zu dem 34 Künstlerfreunde Olbrichs die Memory-Karten entwerfen. 1976 erschien Jürgen O. Olbrichs Zeitschrift Collective Copy.
Sein seit 1977 geführtes Archive of lost informations besteht aus Hunderttausenden aus Papierkörben mit Kopiermüll eingesammelten Abfallkopien.
Bei der Performance Foto-Copy-Rock'n Roll von 1979 tanzt Olbrich zu lauter Rockmusik auf dem in Dauerbetrieb kopierenden Gerät. Das Prozesshafte ist auch in anderen Werkgruppen Grundlage seines Schaffens. Jürgen O. Olbrich führte von 1978 bis 1987 seine Atelier-Galerie als Kasseler Kunstraum, der sich als kommunikatives Zentrum junger Kunst etabliert hat. Mit Rolf Behme und Klaus Urbons gründete er 1980 die Künstlergruppe Trikop. Während Olbrich 1981 unterwegs nach Polen einen zweistündigen Abstecher nach Dresden wagte, begegnete ihm Birger Jesch während eines illegalen Künstlertreffens in einer Privatwohnung. 1986 gründete Olbrich die international tätige Performance-Gruppe The Nomads und arbeitete unter anderem mit Yoko Ono zusammen.
Von 1986 bis 1992 war Olbrich in Zusammenarbeit mit Wolfgang Luh Herausgeber der Künstler-Zeitschrift „Zeitschrift für Tiegel & Tumult (ZfT&T)“, die alle drei Monate erschien. Die Zeitschrift erschien in 24 Ausgaben mit einer Auflage von 150 Exemplaren.

### documenta 8 Beitrag – Paper Police
1987 nahm er an der documenta 8 in Kassel teil und wurde international bekannt. Sein Beitrag City souvenir: Expanded Performance, wurde mit Künstlerfreunden, wie u. a. Wolfgang Hainke, Arno Arts vom 12. Juni bis 5. Juli 1987 im Rahmen der Performance-Abteilung der documenta 8 in Kassel aufgeführt. Die Performance Utensilien wurden in der Neuen Galerie ausgestellt.
1989 begann er mit seinem Werkzyklus Paper-Police. Für dieses Langzeitprojekt sammelt er für seine künstlerischen Arbeiten Altpapier aus Kasseler Papiercontainern. Er sammelt, was andere entsorgen und bündelt und verpackt die verschiedensten Fundstücke und verschenkt die entstandenen Pakete schließlich an Ausstellungsbesucher. Auf diese Weise wird das Sammeln kommunikativ und interaktiv. Olbrichs Papierrecycling ist ein Spiegelbild der Wegwerfgesellschaft.

### Gastprofessur und Kasseler Kunstverein
Von 1995 bis 1996 wurde Olbrich zum Gastprofessor an die Universität Kassel berufen. Von 2001 bis 2013 war er kuratierendes Mitglied im Vorstand des Kasseler Kunstvereins. Für die Ausstellung Auto-nom-mobil 2006 im Kulturbahnhof Kassel schuf er die Arbeit Nummernschild-Poesie für die er eine halbe Stunde lang am Ortseingangsschild Kassels Autokennzeichen notierte, deren freie Interpretation und Assoziation er dem Ausstellungsbetrachter überlässt.
Jürgen O. Olbrich lebt und arbeitet in Kassel.

## Werk
Olbrichs künstlerische Wurzeln liegen in den Dada- und Fluxus-Bewegungen und im Happening. Er arbeitet künstlerisch an Projekten, Performances, Installationen und Archiven, die durch die Vervielfältigung seiner Arbeiten beständig in Erinnerung bleiben und so dem Vergessen entgegenwirken. Der Networker, Spurensicherer, Archivar und Konzeptartist bezieht Kollaborationspartner global mit ein. Langjährige Kooperationen verbinden Olbrich u. a. mit Wolfgang Hainke, Norbert Klassen, Niall Monro, Kommissar Hjuler, Ann Noel und Emmett Williams. Der Künstler arbeitet mit Fundmaterialien, Methoden des Zufalls und Wort-Bild-Kombinationen, um ablaufende Zeit als Vergänglichkeit zu dokumentieren.

## Einzelausstellungen
- 2015: Kunstverein, Siegen
- 2015: El Museo Internacional de Electrografía, Toledo
- 2014: ausstellwerk, Huglfing
- 2011: E. Harvey Found, Venedig
- 2012: Essenheimer Kunstverein
- 2009: E. Harvey Found, Venedig
- 2008, E. Harvey Found, Venedig
- 2008: Haus Pommern (Gropius-Tapete), Berlin-Gropiusstadt
- 2003: Warschau Städtische Galerie
- 2002: Kunstverein Kassel
- 2002: Stadtmuseum Jena
- 2000: Neue Galerie, Kassel
- 1997: Guy Bleus' E-Mail Art Archives, CBK, Hasselt[2][3]
- 1994: Galerie S, Siegen,
- 1991: Maximum Galerie, Nürnberg
- 1987: Galerie Patio, Neu-Isenburg
- 1987: Galerie Christel Schüppenhauer, Essen
- 1986: Universitäts-Bibliothek, Siegen

## Gruppenausstellungen
- 2017: Kunsttempel, Kassel
- 2015: Arp Museum Bahnhof Rolandseck: Collagen – Die Sammlung Meerwein, Remagen
- 2007: PING-PONG, zusammen mit Birger Jesch, Begleitprogramm mit Norbert Klassen, ACC Galerie Weimar[4]
- 2006: Ausstellung Auto-nom-mobile Kulturbahnhof Kassel
- 1996: Galerie Maerz: Copy book art internat, Linz
- 1993: Museum Pfalzgalerie Kaiserslautern: Copy Art
- 1993: Museum Pfalzgalerie Kaiserslautern: Neuerwerbungen der Großen Sammlung
- 1989: AK: Ressource Kunst, Berlin
- 1988: KasselerKunstVerein: Echtzeit
- 1987: documenta 8, Kassel
- 1987: S. Bronfman Center: Medium: Photocopy, Montreal

## Werke in Sammlungen
- Universitäts-Bibliothek, Heidelberg,
- Neue Galerie, Kassel
- Pfalzgalerie, Kaiserslautern
- Copy-Museum, Remagen
- Arp Museum Bahnhof Rolandseck, Remagen
- Staatliches Museum Schwerin
- Kunstmuseum Mülheim an der Ruhr
- KUNSTEN Museum of Modern Art, Ålborg

## Buchprojekte
- Jürgen O. Olbrich, Performance Works : [life is art enough] / Konzeption/Red.: Jürgen O. Olbrich; Christel Schüppenhauer, Essen, ISBN 3-926226-11-0